# Чёрная дыра звёздной массы

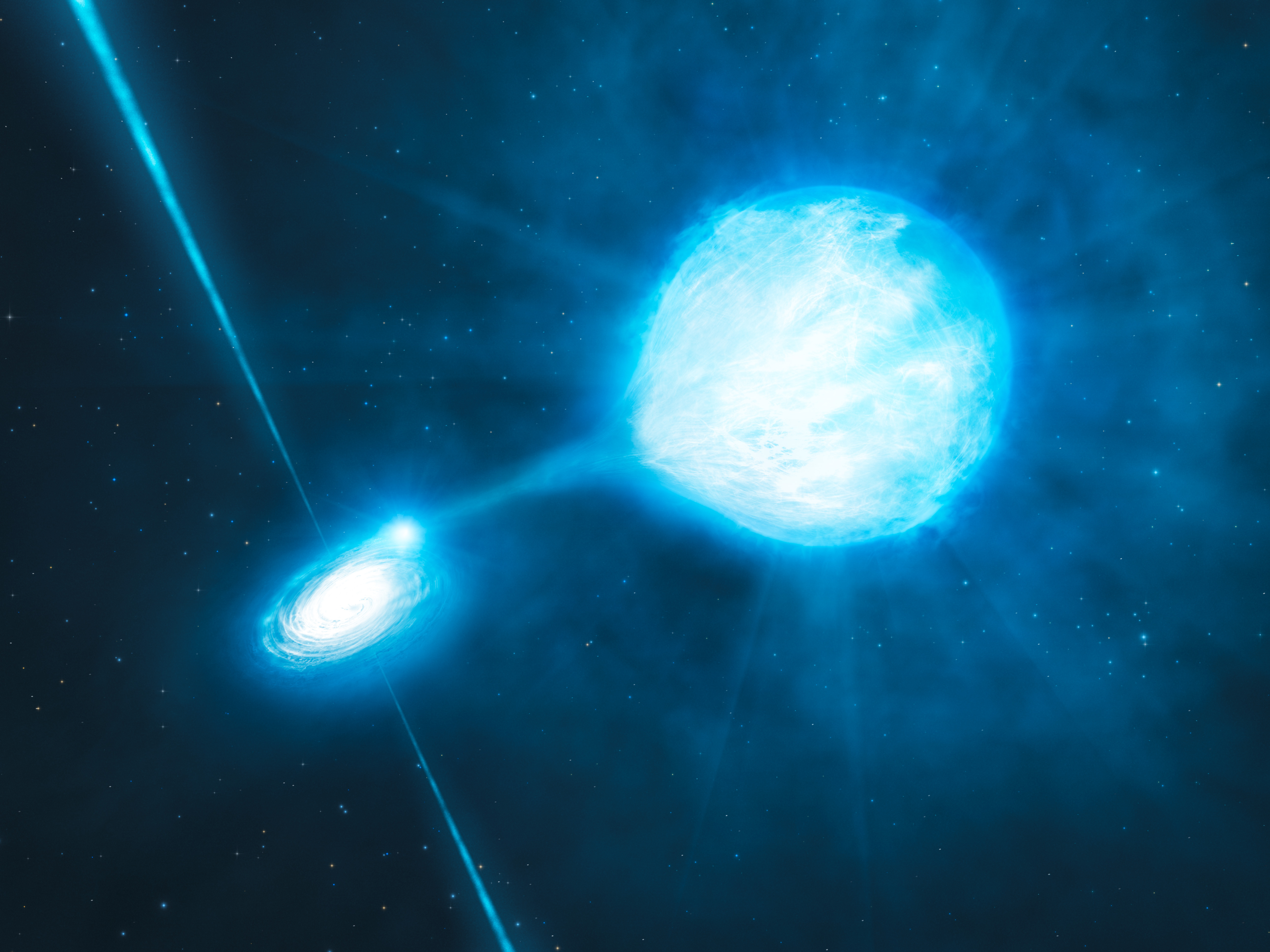
Чёрная дыра NGC 300 X-1 в представлении художника. Иллюстрация ESO.

Чёрные дыры звёздных масс образуются как конечный этап жизни звезды: после полного выгорания термоядерного топлива и прекращения реакции звезда теоретически должна начать остывать, что приведёт к уменьшению внутреннего давления и сжатию звезды под действием гравитации. Сжатие может остановиться на определённом этапе, а может перейти в стремительный гравитационный коллапс.

Моделирование гравитационного линзирования чёрной дырой, которая искажает изображение галактики, перед которой она проходит.

В зависимости от массы звезды и вращательного момента возможны следующие конечные состояния:
- Погасшая очень плотная звезда, состоящая в основном, в зависимости от массы, из гелия, углерода, кислорода, неона, магния, кремния или железа (основные элементы перечислены в порядке возрастания массы остатка звезды). Такие остатки называют белыми карликами, масса их ограничивается сверху пределом Чандрасекара.
- Нейтронная звезда, масса которой ограничена пределом Оппенгеймера — Волкова.
- Чёрная дыра.

По мере увеличения массы остатка звезды происходит движение равновесной конфигурации вниз по изложенной последовательности. Вращательный момент увеличивает предельные массы на каждой ступени, но не качественно, а количественно (максимум в 2—3 раза).
Условия (главным образом, масса), при которых конечным состоянием эволюции звезды является чёрная дыра, изучены недостаточно хорошо, так как для этого необходимо знать поведение и состояния вещества при чрезвычайно высоких плотностях, недоступных экспериментальному изучению. Дополнительные сложности представляет моделирование звёзд на поздних этапах их эволюции из-за сложности возникающего химического состава и резкого уменьшения характерного времени протекания процессов. Достаточно упомянуть, что одни из крупнейших космических катастроф, вспышки сверхновых, возникают именно на этих этапах эволюции звёзд. Различные модели дают нижнюю оценку массы чёрной дыры, получающейся в результате гравитационного коллапса, от 2,5 до 5,6 масс Солнца. Радиус чёрной дыры при этом очень мал — несколько десятков километров.
Впоследствии чёрная дыра может разрастись за счёт поглощения вещества — как правило, это газ соседней звезды в двойных звёздных системах (столкновение чёрной дыры с любым другим астрономическим объектом очень маловероятно из-за её малого диаметра). Процесс падения газа на любой компактный астрофизический объект, в том числе и на чёрную дыру, называется аккрецией. При этом из-за вращения газа формируется аккреционный диск, в котором вещество разгоняется до релятивистских скоростей, нагревается и в результате сильно излучает, в том числе и в рентгеновском диапазоне, что даёт принципиальную возможность обнаруживать такие аккреционные диски (и, следовательно, чёрные дыры) при помощи ультрафиолетовых и рентгеновских телескопов. Основной проблемой является малая величина и трудность регистрации отличий аккреционных дисков нейтронных звёзд и чёрных дыр, что приводит к неуверенности в идентификации астрономических объектов с чёрными дырами. Основное отличие состоит в том, что газ, падающий на все объекты, рано или поздно встречает твёрдую поверхность, что приводит к интенсивному излучению при торможении, но облако газа, падающее на чёрную дыру, из-за неограниченно растущего гравитационного замедления времени (красного смещения) просто быстро меркнет при приближении к горизонту событий, что наблюдалось телескопом Хаббла в случае источника Лебедь X-1.
Столкновение чёрных дыр с другими звёздами, а также столкновение нейтронных звёзд, вызывающее образование чёрной дыры, приводит к мощнейшему гравитационному излучению, которое, как ожидается, можно будет обнаруживать в ближайшие годы при помощи гравитационных телескопов. В настоящее время есть сообщения о наблюдении столкновений в рентгеновском диапазоне. 25 августа 2011 года появилось сообщение о том, что впервые в истории науки группа японских и американских специалистов смогла в марте 2011 года зафиксировать момент гибели звезды, которую поглощает чёрная дыра.
11 февраля 2016 года коллаборациями LIGO и Virgo было объявлено о первом прямом наблюдении гравитационных волн, открытие стало возможным из-за обнаружения самой тяжёлой из когда-либо наблюдавшихся чёрных дыр звёздных масс.
У звезды 2MASS J05215658+4359220 (красный гигант) обнаружен невидимый спутник массой 3,3 +2,8/-0,7 массы Солнца (погрешность от 2,6 до 6,1 массы Солнца), который, возможно, является самой маломассивной известной чёрной дырой. Объект «Единорог» (The Unicorn), находящийся в созвездии Единорога на расстоянии 1500 св. лет (460 пк) от Солнца, является компаньоном красной гигантской звезды V723 Единорога и имеет массу менее 5 масс Солнца.
Чёрная дыра звёздной массы у звезды LB-1 в созвездии Близнецов имеет массу почти 70 солнечных масс, что более чем вдвое превышает предсказанную максимальную массу чёрных дыр звёздной массы согласно существующим моделям звёздной эволюции.
В 2011 году две команды астрономов обнаружили, что одна из звёзд вдруг стала ярче без причины. Проанализировав данные, они выяснили, что положение звезды поменялось. Расчеты указывали на то, что невидимым притягивающим объектом, получившим обозначение MOA-11-191/OGLE-11-0462, могла быть только свободно движущаяся в космосе черная дыра. Дальнейший анализ и моделирование подтвердили существование блуждающей чёрной дыры массой в семь масс Солнц, которая движется со скоростью приблизительно 45 км/сек. Статья об этом была опубликована в 2022 году.